# Myroslav Ivanovyč Dočynec'
Myroslav Ivanovyč Dočynec' (in ucraino Мирослав Іванович Дочинець?; Chust, 3 settembre 1959) è uno scrittore e giornalista ucraino.
Membro dell'Associazione degli scrittori d'Ucraina (dal 2003).

## Biografia
Nato in una famiglia di insegnanti. Nel 1977 si immatricolò alla Facoltà di Giornalismo nell'Università Nazionale di Leopoli.
Nel 1982 iniziò la carriera giornalistica, lavorando nel giornale Gioventù di Transcarpazia.
Nel 1990 fondò il giornale Notizie di Mukačevo, e nel 1998 – la casa editrice “Torre Carpaziana”.
Lavora nel campo della letteratura sin dagli anni 80. È autore di circa 20 opere, tra cui romanzi, novelle, il testamento filosofico-psicologico “Anni lunghi. Anni beati” che è diventato un bestseller in diversi paesi slavi. Le sue opere sono state tradotte in russo, ungherese, slovacco, rumeno, polacco, francese, inglese, giapponese, italiano.
Membro dell'Unione Nazionale degli Scrittori d'Ucraina e dell'Associazione degli Scrittori d'Ucraina. Insignito di numerosi premi letterari, tra cui due internazionali, e del premio “Scrittori ucraini d'oro” per la più grande tiratura. Nominato per tre anni di seguito al più prestigioso Premio Letterario Nazionale “Taras Ševčenko”. I libri di Myroslav Dočynec' conquistano un'ampia diffusione tra i lettori, causano un crescente interesse all'estero.

## Titoli e riconoscimenti
- 1998 — titolo "Giornalista dell'anno della Transcarpazia"
- 2004 — vincitore del Premio letterario internazionale "Corona Carpaziana"
- 2012 — premio «Scrittore Ucraino d'Oro»[3]